# デモクリトス
デモクリトス（デーモクリトス、希: Δημόκριτος、羅: Democritus、紀元前460年頃－紀元前370年頃）は、古代ギリシアの哲学者。
ソクラテスよりも後に生まれた人物だが、慣例でソクラテス以前の哲学者に含まれる。

## 生涯と伝説

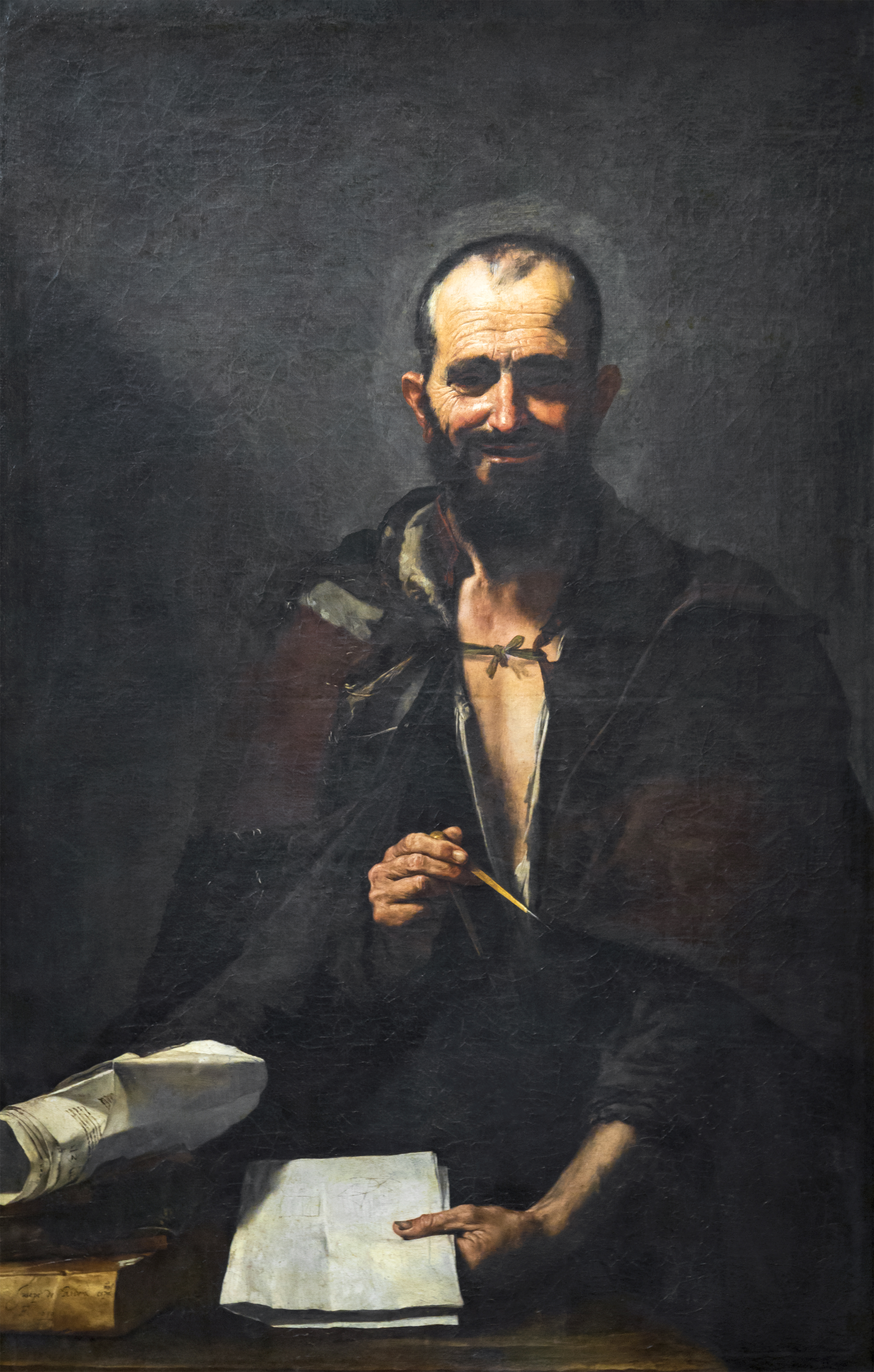
ホセ・デ・リベーラ『デモクリトス』プラド美術館、マドリード

トラキア地方のアブデラ（Abdera）の人。レウキッポスを師として原子論を大成した。アナクサゴラスの弟子でもあり、ペルシアの僧侶やエジプトの神官に学び、エチオピアやインドにも旅行したと伝えられる。財産を使いはたして故郷の兄弟に扶養されたが、その著作の公開朗読により100タレントの贈与を受け、国葬されたという。哲学のほか数学・天文学・音楽・詩学・倫理学・生物学などに通じ、その博識のために「知恵（Sophia）」と呼ばれた。またおそらくはその快活な気性のために、「笑う人（Gelasinos）」とも称された。

## 学説
「原子（アトム）」は不生・不滅・無性質・分割不可能な自然の最小単位であって、たえず運動し、その存在と運動の場所として「空虚（ケノン）」の存在が前提される。無限の空虚の中では上も下もない。形・大きさ・配列・姿勢の違うこれら無数の原子の結合や分離の仕方によって、すべての感覚でとらえられる対象や生滅の現象が生じる。また魂と火（熱）とを同一視し、原子は無数あるが、あらゆるものに浸透して他を動かす「球形のものが火であり、魂である」とした。デモクリトスは世界の起源については語らなかったが、｢いかなることも偶然によって起こりえない｣と述べた。
デモクリトスの倫理学においては、政治の騒がしさや神々への恐怖から解放された「魂の快活さ/晴れやかさ（エウテュミア, εὐθυμία）」が理想の境地・究極目的とされ、それは「幸福（エウエストー, εὐεστὼ）」であるとも表現されている。また詩学においては霊感の力が説かれている。原子論を中心とする彼の学説は、古代ギリシアにおける唯物論の完成であると同時に、後代のエピクロス及び近代の自然科学に決定的な影響を与えた。
しかし、プラトンやアリストテレスの学説に比べてデモクリトスの学説は当時あまり支持されず、彼の著作は断片しか残されていない。プラトンが手に入る限りのデモクリトスの著作を集めて、すべて焼却したという伝説もある。プラトンの対話篇には同時代の哲学者が多数登場するが、デモクリトスに関しては一度も言及されていない。それに対して、セネカやキケロなどの古代ローマの知識人にはその鋭敏な知性と魂の偉大さを高く評価されている。
また、自然の根源についての学説は、アリストテレスが完成させた四大元素説が優勢であり、原子論は長らく顧みられる事は無かった。18世紀以降、化学者のジョン・ドルトンやアントワーヌ・ラヴォアジエによって原子論が優勢となり四大元素説は放棄された。もっともドルトンやラヴォアジエ以降の近代的な原子論は、デモクリトスの古代原子論と全く同一という訳ではない。ただし「原子」と「空虚」が存在するという意味において、デモクリトスの原子論は現代の原子論とも共通するとされる。

## 著作
上述した通り、デモクリトスの著作は中世以降の歴史の過程で散逸してしまったが、その膨大な量の著作は、少なくとも古代ローマには継承されていたこと、そして『プラトン全集』と同じく、トラシュロスによって、それらが四部作集にまとめられていたことが、『ギリシア哲学者列伝』第9巻 第7章で述べられている。（そして、セネカの『心の平静について』第2章3節などで、デモクリトスの著作・思想について好意的に言及されていることが、ローマにおけるデモクリトスの著作の継承・普及を傍証している。）
『列伝』に列挙されているデモクリトスの著作は、以下の通り。
倫理学
- 1
  - ピュタゴラス
  - 賢者のあり方について
  - ハデス(冥界)にいる者たちについて
  - アテネ女神（トリートゲネイア）
- 2
  - 男の卓越性について、あるいは徳(勇気)について
  - アマルテイア(山羊神)の角
  - 快活さ(エウテュミア)について
  - 倫理学覚書

自然学
- 3
  - 大宇宙体系（※ペリパトス派ではレウキッポスの作とも）
  - 小宇宙体系
  - 世界形状論
  - 諸惑星について
- 4
  - 自然について（第1）
  - 人間の本性について（あるいは、肉体について） - 自然について（第2）
  - 知性について
  - 感覚について
- 5
  - 味について
  - 色について
  - 種々の形態(アトム)について
  - 形態(アトム)の変換について
- 6
  - 学説の補強
  - 映像(エイドーロン)について、あるいは(未来の)予知について
  - 論理学上の規準について、3巻
  - 問題集
- その他
  - 天体現象の諸原因
  - 空中の現象の諸原因
  - 地上の現象の諸原因
  - 火および火の中にあるものについての諸原因
  - 音に関する諸原因
  - 種子、植物、および果実に関する諸原因
  - 動物に関する諸原因、3巻
  - 原因雑纂
  - 磁石について

数学
- 7
  - 意見の相違について、あるいは円と球の接触について
  - 幾何学について
  - 幾何学の諸問題
  - 数
- 8
  - 通約不可能な線分と立体について、2巻
  - (渾天儀の) 投影図
  - 大年、あるいは天文学、暦
  - 水時計 (と天(の時間)と) の争い
- 9
  - 天界の記述
  - 大地の記述（地理学）
  - 極地の記述
  - 光線論

文芸・音楽
- 10
  - 韻律と調和について
  - 詩作について
  - 詩句の美しさについて
  - 発音しやすい文字と発音しにくい文字について
- 11
  - ホメロス論、あるいは正しい措辞と稀語について
  - 歌について
  - 語句論
  - 語彙集

技術
- 12
  - 予後
  - 養生について、あるいは養生論
  - 医療の心得
  - 時期外れのものと季節にかなったものに関する諸原因
- 13
  - 農業について、あるいは土地測定論
  - 絵画について
  - 戦術論
  - 重武装戦闘論

覚書からの抜粋
- バビュロンの神聖な文書について
- メロエーの神聖な文書について
- オケアノス(大洋)の周航
- 歴史研究について
- カルダイオス人の言説
- プリュギア人の言説
- 発熱および病気のために咳をしている人たちについて
- 法律の原因(起源)
- 手製の防具

## 参考資料
- F.A.ランゲ『唯物論史 Geschichte des Materialismus und Kritik seiner Bedeutung in der Gegenwart』1866年
- H.Ritter, L.Preller共著『ギリシア哲学史 Historia Philosophiae Graecae』1934年
- H.Diels『ソクラテス以前哲学者断片集 Die Fragmente der Vorsokratiker』第2巻 1935年
- ディオゲネス・ラエルティオス, 加来彰俊『ギリシア哲学者列伝 上 中 下』岩波書店〈岩波文庫 青(33)-663-1,2,3〉、1984年。ISBN 4003366336。 NCID BN01500219。 下巻より